# Steve Sem-Sandberg
Steve Sem-Sandberg   (Oslo, 16 d'agost de 1958) és un periodista, novel·lista, escriptor de no ficció i traductor suec. Va fer el seu debut literari l'any 1976 amb les dues novel·les de ciència-ficció Sländornas värld i Sökare i dödsskuggan. Va ser guardonat amb el Premi Dobloug de ficció l'any 2005.
La seva novel·la del 2009, L'emperador de les mentides, va ser guardonada amb el Premi August. Relata la vida del gueto de Łódź i del seu líder Chaim Rumkowski a la Polònia ocupada pels nazis durant la Segona Guerra Mundial.
Daphne Merkin al New York Times va dir que havia aconseguit escriure "una novel·la totalment absorbent sobre l'Holocaust", una tasca encara més difícil quan estava escrivint sobre un personatge històric conegut com Rumkowski. En combinar visions íntimes i història general, transmet un efecte "superrealista i surrealista, a la manera d'un documental d'animació".

## Premis i reconeixements
- Premi Dobloug 2005[4]
- 2013 Premi Jan Michalski de Literatura (finalista)[5][6]
- 2016 Prix Médicis etranger, guanyador, Les élus[7]

## Obres destacades
- Sländornas värld and Sökare i dödsskuggan (1976)
- De ansiktslösa, novel (1987)
- I en annan del av staden, essays (1990)
- Den kluvna spegeln, reportage (1991)
- En lektion i pardans, novel (1993)
- Theres, novel (1996)
- "Allt förgängligt är bara en bild", novel (1999)
- Prag (no exit), essays (2002)
- Ravensbrück, novel (2003)
- Härifrån till Allmänningen, novel (2005)
- De fattiga i Łódź (2009)
- "Tre romaner" (2011)
- De utvalda, (2014),
- Stormen, (2016)[8]